# Dharasana Satyagraha
Dharasana Satyagraha var en protest mot den federala saltskatten i Brittiska Indien som efterföljde Saltmarschen. Precis som för Saltmarschen var Mahatma Gandhi initiativtagare till Dharasana Satyagraha. Aktionen var en del av Gandhis politiska filosofi, Satyagraha, som genomsyrades av icke-våld och passivt motstånd mot det brittiska kolonialstyret.
Dharasana Satyagraha var en icke-våldsräd mot det statliga saltverket i staden Dharasana i delstaten Gujarat i dåvarande Brittiska Indien där demonstranterna möttes av våld från brittiskt ledda soldattrupper. Detta i sin tur resulterade i att omvärldens ögon öppnades för den indiska självständighetsrörelsen.